# Ponciano Arbelaiz
Ponciano Arbelaiz Oioarbide (né le 13 novembre 1931 à Oiartzun, et mort le 30 août 2008 à Ognate) est un coureur cycliste espagnol, actif durant les années 1950.

## Biographie
Professionnel entre 1951 et 1959, Ponciano Arbelaiz s'est principalement distingué dans des compétitions régionales, en particulier au Pays basque. Il a également obtenu de bons résultats en cyclo-cross. Dans cette discipline, il parvient à terminer troisième du championnat d'Espagne en 1952. Il représente par ailleurs à plusieurs reprises son pays natal aux championnats du monde. 
Dans les années 1980, il occupe le poste de sélectionneur pour l'équipe nationale d'Espagne de cyclo-cross. Il meurt durant l'été 2008, alors qu'il est âgé de 76 ans. 

## Palmarès et résultats

### Par année
- 1952
  - 3e du championnat d'Espagne de cyclo-cross
- 1954
  - GP Ayuntamiento de Bilbao
  - 3e du Circuit de Getxo
- 1955
  - 3e de la Subida a Arrate

### Résultats sur les grands tours

#### Tour d'Espagne
1 participation
- 1955 : abandon (3e étape)